# قفس أباد (أبهررود)
قفس أباد (بالفارسية: قفس‌آباد) هي قرية تقع في إيران في قسم أبهررود الریفي. يقدر عدد سكانها بـ 435 نسمة بحسب إحصاء 2016.